# Anne Grey
Anne Grey (* 6. März 1907 in Edmonton, Middlesex; † 3. April 1987 in Lee-on-the-Solent, Hampshire), eigentlich Aileen Stephen Ewing, war eine englische Schauspielerin, die zwischen 1928 und 1937 über 40 Filmauftritte absolvierte, darunter auch in einigen Hollywoodfilmen Mitte der 1930er-Jahre.

## Leben und Karriere
Anne Grey wurde in Lausanne und am King’s College London ausgebildet. Ursprünglich hatte sie eine schriftstellerische Karriere geplant und wollte den Beruf des Journalisten ergreifen, ging stattdessen aber auf die Bühne. Ihren angeblich ersten Filmauftritt hatte sie in einer Massenszene in dem 1928 veröffentlichten Stummfilm The Constant Nymph als Statistin, nur wenige Monate später erhielt sie erstmals eine Hauptrolle in einem Film. In den frühen 1930er-Jahren war sie eine gefragte Schauspielerin des britischen Films in Produktionen wie Nummer siebzehn (1932) und Ahasver, der ewige Jude (1933). 1934/35 zog Grey mit ihrem ersten Ehemann, dem Schauspieler Lester Matthews, nach Hollywood. Sie hatte unter anderem eine Nebenrolle in der Laurel-und-Hardy-Komödie Wir sind vom schottischen Infanterie-Regiment, doch der Durchbruch in Hollywood blieb für sie aus. 1937 drehte sie ihren letzten von insgesamt über 40 Filmen.
Grey kehrte nach England zurück und zog sich Ende des Jahrzehnts aus dem Schauspielgeschäft zurück. 1940 heiratete sie George Ernest Gordon Hope-Johnstone, mit dem sie bis zu ihrem Tod zusammen blieb. Das Paar hat ein Kind.

## Filmografie
- 1928: Die treue Nymphe (The Constant Nymph)
- 1928: What Money Can Buy
- 1928: The Warning
- 1929: Master and Man
- 1929: Priscillas Fahrt ins Glück (The Runaway Princess)
- 1929: Taxi for Two
- 1930: The Squeaker
- 1930: The Nipper
- 1930: Cross Roads
- 1930: School for Scandal
- 1931: Guilt
- 1931: Other People’s Sins
- 1931: The Man at Six
- 1931: The Calendar
- 1931: The Happy Ending
- 1931: The Old Man
- 1932: Murder at Covent Garden
- 1932: The Faithful Heart
- 1932: Lily Christine
- 1932: Nummer siebzehn (Number Seventeen)
- 1932: Arms and the Man
- 1932: Leap Year
- 1933: She Was Only a Village Maiden
- 1933: One Precious Year
- 1933: The Golden Cage
- 1933: The Blarney Stone
- 1933: The Lost Chord
- 1933: The Lure
- 1933: Just Smith (Leave It to Smith)
- 1933: Ahasver, der ewige Jude (The Wandering Jew)
- 1933: The Poisoned Diamond
- 1933: The House of Trent
- 1934: The Fire Raisers
- 1934: Colonel Blood
- 1934: Borrowed Clothes
- 1934: The Scoop
- 1934: Lady in Danger
- 1934: Road House
- 1935: Break of Hearts
- 1935: Laurel und Hardy: Wir sind vom schottischen Infanterie-Regiment (Bonnie Scotland)
- 1935: Just My Luck
- 1936: Too Many Parents
- 1937: Chinatown Nights